# Grad Dobra
Grad Dobra (nemško Burg Dobra ali Neuhaus) je bil srednjeveški višinski grad, ki je stal na vrhu vulkanskega hriba, na jugu Gradiščanske severno nad trškim naseljem Dobra (Neuhaus am Klausenbach) blizu tromeje Avstrije z Madžarsko in Slovenijo.

## Zgodovina
Grad Dobra ali Neuhaus se kot novum Castrum omenja že leta 1170 in je eden najstarejših srednjeveških grajskih kompleksov v avstro-ogrski obmejni regiji. Očitno je šlo za madžarski dvojnik štajerskemu obmejnemu gradu Kapfenstein. Spadal je v vplivno sfero grofov Gisingov (Güssing). Volfer Vildonski, ki je imel v lasti velika posestva na zahodnem Madžarskem, je na današnjem Gisinškem grajskem hribu zgradil benediktinski samostan, ki mu je podaril obsežna zemljišča. Sem je spadala tudi vas Podgrad (Grajska zemlja), ki je imela le osem hiš, a domnevajo, da gre za današnjo Dobro (Neuhaus). Okoli leta 1200 so tu gospodarili bratje Pavel, Nikolaj in Štefan, ki so bili med privrženci družine Güssing. Kmalu zatem je bila posest Dobra izročena opatiji Monošter, vendar jo je grof Andrej Gisinški pred letom 1213 vzel nazaj v svojo last. Kmalu zatem je grad pripadel ogrskemu kralju. Bela IV. ga je dal razširiti in okrepiti. Pavel Dobrski je bil okoli leta 1220 glavni okrožni sodnik. Bil je tudi privrženec Henrika I. Gisinškega. Leta 1271 je grad ali trdnjavo zavzel češki kralj Otokar II. Přemysl.
V ustrezni mirovni pogodbi med madžarskim kraljem Štefanom V. in Otokarjem je bil grad prvič omenjen in poimenovan »castrum Dobra«. Po tem je spet pripadel Madžarki. Za gospodarja gradu sta imenovana brata Nikolaj in Štefan iz družine Geregye. Nikolaj je bil grof Eisenburški in Štefan vojvoda Transilvanije. Grad Dobra je bil pomembno oporišče za ogrske kralje v sporu z Avstrijci in grofi Gisingi. Družina Geregye, ki je živela na Egervárju, je verjetno imela v lasti Dobro do leta 1320. Nato je pripadal ogrski kroni. Tu se je začasno naselil štajerski vitez Artolf Kapfensteinski. Leta 1387 je kralj Sigismund gospostvo podelil svojemu palatinu (namestniku madžarskega kralja) Nikolaju Széchyju. Ta je posest najprej vzel Kapfensteinerju. Sigismund je na sinove Nikolaja Széchyja Ivana, Nikolaja II. in Petra II. prenesel donosno patronatsko pravico nad samostanom Monošter. Tako kot pri večini gradov v avstro-ogrski obmejni regiji so se grajski gospodje včasih držali Madžarov, včasih pa Avstrijcev. Leta 1459 je Ivan Széchy in 24 drugih madžarskih magnatov sodelovalo pri izvolitvi Friderika III. za madžarskega kralja na gradu Güssing. Ta poklonitev Avstrijcem je pripeljala do tega, da je grad leta 1467 osvojil in delno uničil schlainški gospod Andrej Baumkircher, ki je takrat podpiral Matijo Korvina v njegovem boju proti Frideriku III. 
V Pressburškem miru leta 1490 je kralj Maksimilijan I. uspel Habsburžanom zagotoviti večino mejnih gospostev. Grad Dobra pa je bil še vedno podvržen madžarskim kraljem. Po Ivanu Széchyju je oblast prevzel njegov brat Nikolaj II. Kot glavni »konjar ali hlevski mojster« kralja Matije Korvina je seveda vedno deloval na strani madžarskega kralja. Bil je tako bogat, da je lahko kralju Vladislavu II. oskrbel lastno vojaško konjenico. Pod njim je bil grad prezidan in znatno razširjen. Kraj Dobra je bil leta 1478 povzdignjen v trg. Njegov sin Tomaž II. Széchy je bil ubit v boju proti Turkom v bitki pri Mohaču. Zadnji moški predstavnik družine Széchy je bil njegov sin Štefan, ki je bil najbolj znan po zlorabi svojih patronatskih pravic nad samostanom Monošter in napadih na premoženje opatije Monošter. Po ukazu kralja Ferdinanda I. je moral vrniti prisvojeno samostansko premoženje. Umrl je leta 1535 brez potomcev. Druga veja družine Széchy je imela v lasti tudi grad Grad in Mursko Soboto v današnji Sloveniji, kjer je do leta 1685 ostala vodilna plemiška rodbina na Murskem polju. Štefanova sestra Margareta se je leta 1541 poročila s cesarskim pehotnim kapitanom grofomz Nikolajem Salmom. Njuna hči Magdalena je gospostvo Dobro pripeljala v zakon z baronom Ladislavom III. Popelom von Lobkowitzem, ki je pripadal češki aristokraciji. Toda tudi ta par ni imel moških dedičev. Kot večina aristokratov tistega časa sta bili tudi Magdalena in njena hči Eva vneti zagovornici luteranstva. Ko je nadvojvoda Ferdinand ukazal izgon vseh protestantskih pridigarjev in učiteljev, so nekateri med njimi našli zatočišče na gradu Dobra. V vstaji transilvanskega vojvode Štefana Bočkaja je Magdalena von Popel-Lobkowitz podprla Habsburžane. Bočkajev general Gregor Némethy je leta 1605 s svojimi hajduki opustošil obmejna območja, a gradu si niso drznili napasti. Eva Popel-Lobkowitz se je leta 1607 poročila s Francom II. Batthyányjem, s čimer je gospostvo pripadlo njegovi družini. Kot nagrado za svoje uspehe v boju proti Turkom je najprej prejel nekaj posesti od generalov Héderváryja in Töröka, ki sta zaradi opustitve beograjske trdnjave padla v nemilost. To je bila osnova za bogato posest Batthyanyjev, ki je kasneje obsegala večino južnega Gradiščanskega, vendar je bila razdeljena na več vej družine.
Batthyányjevi niso živeli na gradu Dobra, ampak so imeli raje svoje rezidence v Güssingu in Körmendu. Eva je ostala zvesta protestantizmu, četudi je njen sin Adam iz političnih in finančnih razlogov prestopil v katoličanstvo in se poročil s katoliško grofico Auroro Formantini iz Gorice. To versko spreobrnjenje mu je med drugim prineslo naziv grofa. Eva se je bridko umaknila na grad Dobro, ki je ostal luteranski branik proti protireformaciji. Umrla je leta 1640. Po tem grad ni več služil kot plemiška rezidenca. V njem so živeli le uradniki tega gospostva. Da bi zaščitil svoje posesti, je grof Krištof II. Batthyány leta 1683 sodeloval s Turki in uporniki pod vodstvom Emeriha Thökölyja. Cesarske čete so zato plenile po gospostvu Dobra. Ko so se ti umaknili, ga je zasedlo 1000 Hrvaških konjenikov in 600 hajdukov. Teden dni pozneje je te nepovabljene goste spet pregnal cesarski kontingent. Grof Krištof II. Batthyány se je pred tem modro pomiril s cesarjem. Proti koncu 17. stoletja je gospostvu pripadalo 26 vasi, od katerih so bile nekatere v današnji Madžarski in v Sloveniji. Grad Dobra je bil tudi sedež obsežnega deželnega sodišča. V začetku 18. stoletja so se zaposleni uradniki gospostva preselili v bližnji grad Tabor oziroma v mesto in grad prepustili njegovi usodi propadanja. Leta 1704 so grad zasedli »kuruci« madžarskega magnata Franca II. Rákóczija. Njegov končni propad pa ni posledica vojnih dejanj, temveč strešnega davka cesarja Jožefa II. Na gradu so odstranili streho, da bi prihranili pri davku na takrat že neuporabno stavbo. Nato so ga uporabljali kot kamnolom.  Iz kamnitega gradiva gradu so bili med drugim zgrajeni katoliška cerkev, dva mlina in nekaj hiš. Preostale ruševine zdaj pripadajo trški občini Dobri (Neuhaus am Klausenbach).